# Yuetang
Yuetang (en chino, 岳塘; pinyin, Yuètáng) es un distrito urbano bajo la administración directa de la Prefectura  Xiangtan  en la Provincia de Hunan, República Popular China.  Su área es de 206 km² y su población total para 2010 superó los 450 mil  habitantes. 

## Administración
Desde junio  de 2023, el  Distrito Yuetang   se divide en 12 pueblos  administrados  en 11 subdistritos y 1   poblado.

## Toponimia
El topónimo Yuetang se compone de los sinogramas Yue que significa 'montaña alta'  y Tang que significa 'dique o estanque'. Aunque es posible que provenga del nombre homófono "Hetang" (鹤塘) en un dialecto local.
Originalmente, esta zona se llamaba Hetang (鹤塘, "Estanque de las Grullas"), nombre que surgió de la leyenda de dos grullas que alzaban su canto al cielo desde el centro del estanque. El antiguo Hetang abarcaba varios kilómetros y era uno de los mayores embalses del río Pu (浦江, nombre del río donde desaguaba el estanque).
Durante la dinastía Song del Sur, la capital del condado de Xiangtan se trasladó. Poco después, las autoridades locales del condado de Xiangtan organizaron a la gente para excavar un estanque para riego. Debido a la vasta superficie de agua y a la gran cantidad de grullas blancas que habitaban, se le llamó Hetang. Tras la fundación de la Nueva China, se le cambió el nombre a Yuetang por razones homófonas. 
Una leyenda cuenta que durante la dinastía Song del Sur, el ejército de Yue Fei, estacionado aquí para reprimir una rebelión , cavó un estanque para el pueblo e irrigó miles de hectáreas de tierras de cultivo, para que las tierras de cultivo tuvieran una cosecha estable ante sequías o inundaciones. Los lugareños llamaron a este estanque "Yuetang" (estanque Yue [Fei]). Esta leyenda surge para tener un acercamiento con el héroe nacional Yue Fei! y carece de respaldo histórico.